# Zona X
Zona X (dal n. 1 al n. 9 intitolata Martin Mystère presenta Zona X - Libero spazio alla fantasia e dal n. 10 al n. 20 Martin Mystère presenta i mondi magici di Zona X) è stata una serie a fumetti pubblicata dalla Sergio Bonelli Editore dal 1992 al 1999, ideata e curata da Alfredo Castelli. Nacque come spin-off di Martin Mystère ma in seguito se ne svincolò diventando indipendente. Il primo albo vendette circa 130 000 copie.
Alcuni temi e alcune vicende lasciate in sospeso dalla chiusura della collana sono stati ripresi in altre serie come Jonathan Steele, Storie da Altrove, Dampyr; La città e Maledetta Galassia (di Bonvi e Giorgio Cavazzano) e Altrimondi.

## Storia editoriale
Negli anni ottanta, nella serie regolare di Martin Mystère e nei volumi fuori serie degli Almanacchi del Mistero, vengono pubblicate alcune storie, tra le quali una intitolata proprio Zona X, con tematiche che diverranno lo standard per la futura serie. Martin Mystère racconta vicende di fantasia, spesso con la scusante di proporle al suo agente letterario, alcune delle quali interpretate da lui stesso e da altri comprimari. La serie autonoma esordisce quindi nel 1992 e dal n. 1 al n. 9 era appunto intitolata Martin Mystère presenta Zona X - Libero spazio alla fantasia ed era uno spin-off della serie regolare di Martin Mystère; in ogni numero venivano pubblicate due storie complete saltuariamente interpretate dallo stesso Martin Mystère o comunque da lui presentate. Si tratta di storie di fantasia nelle quali l'universo narrativo del personaggio non viene modificato.
Dal n. 10 la serie passò sotto la cura dello sceneggiatore Federico Memola, diviene bimestrale e si iniziarono a pubblicare miniserie con nuovi personaggi in alternanza a storie complete. Nel tentativo di ridurre il forte calo di lettori (70 000 copie in meno rispetto al primo numero), si introdurranno le miniserie e la copertina cambierà grafica: al logo "Zona X" viene dato un aspetto metallizzato, scompare la scritta "Libero spazio alla fantasia" e la frase "Martin Mystère presenta" diventa "Martin Mystère presenta i mondi magici di". Altra modifica si ha nelle copertine, che da quel momento in poi raffigureranno i protagonisti delle miniserie, mentre Martyn Mystère comparirà con Java in un piccolo disegno a fianco dei titoli delle storie. Contemporaneamente a queste modifiche la periodicità viene portata a bimestrale. Con il n. 21 la serie diventa mensile continuando a pubblicare miniserie fantasy e fantascientifiche. Il calo progressivo delle vendite costringe l'editore a chiudere la serie con il n. 45 nel marzo 1999.
Nei progetti iniziali le miniserie Magic Patrol, Storie da Altrove e Atlantic Tales, con l'eccezione di La stirpe di Elän, erano tutte legate alla testata principale ma poi verranno pubblicate solo alcune di queste e ne verranno introdotte altre alternate a storie classiche.
Nella primavera del 1997 viene annunciato uno speciale, con uscita prevista per Natale, con protagonista Sherlock Holmes e ambientato nella base di Altrove, ma la storia non sarà mai pubblicata in Zona X, divenendo invece una delle prime storie della collana autonoma Storie di Altrove.
La testata chiuse con il n. 45 del marzo 1999, a causa delle scarse vendite scese di altre 23 000 copie nei 36 albi pubblicati dopo l'introduzione delle miniserie. Varie storie o serie preparate per Zona X sono state pubblicate a parte come Jonathan Steele, Dampyr e le due storie di Bonvi e Giorgio Cavazzano, La Città e Maledetta Galassia, che diventeranno i n. 2 e 3 della collana dedicata ai grandi autori umoristici del fumetto. Storie da Altrove dà origine una collana indipendente, in cui venne pubblicato anche l'albo speciale annunciato, mentre non ha mai visto la luce Atlantic Tales, altro spin-off che avrebbe dovuto raccontare la storia di Atlantide, anche se parte del lavoro di preparazione realizzato per la serie è stato recuperato nella serie madre.

## Elenco degli albi
Elenco degli albi pubblicati; tutte le copertine sono realizzate da Giancarlo Alessandrini; alcune storie compongono delle miniserie con personaggi ricorrenti:
| Legenda delle miniserie                                       |
| ------------------------------------------------------------- |
| Magic Patrol La stirpe di Elän Legione Stellare Robinson Hart |

- La stirpe di Elän di Federico Memola, esordita nell'undicesimo albo;
- Legione stellare di Federico Memola (disegnata interamente da Sergio Giardo), esordita nel dodicesimo albo;
- Magic Patrol di Vincenzo Beretta e altri autori, esordita nel decimo albo;
- Robinson Hart di Luigi Mignacco, esordita nel sedicesimo albo.

Ordinate la tabella per "soggetto" o "sceneggiatura" per vedere tutte le storie scritte da uno stesso autore (in genere, ciascun scrittore ha un tono e uno stile propri). Ordinate la tabella per "disegni" per vedere tutte le storie disegnate da uno stesso artista.
| N. | Titolo | Titolo                       | Pag. | Data           | Soggetto                                      | Sceneggiatura                                 | Disegni                                                           |
| -- | ------ | ---------------------------- | ---- | -------------- | --------------------------------------------- | --------------------------------------------- | ----------------------------------------------------------------- |
| 1  |        | Benvenuti in Zona            | 96   | maggio 1992    | Alfredo Castelli                              | Alfredo Castelli                              | Corrado Roi                                                       |
| 1  |        | No smoking!                  | 92   | maggio 1992    | Claudio Chiaverotti                           | Claudio Chiaverotti                           | Gianni Crivello                                                   |
| 2  |        | Uomini e superuomini         | 92   | agosto 1992    | Claudio Chiaverotti                           | Claudio Chiaverotti                           | Gianni Crivello                                                   |
| 2  |        | Operazione Godzilla          | 96   | agosto 1992    | Sauro Pennacchioli                            | Sauro Pennacchioli                            | Gino Vercelli                                                     |
| 3  |        | Altri mondi                  | 94   | dicembre 1992  | Claudio Chiaverotti                           | Claudio Chiaverotti                           | Vincenzo Arcuri                                                   |
| 3  |        | Il dio con quattro ruote     | 94   | dicembre 1992  | Pierfrancesco Prosperi                        | Pierfrancesco Prosperi                        | Gianni Crivello                                                   |
| 4  |        | Maghi e computer             | 94   | aprile 1993    | Alfredo Castelli                              | Alfredo Castelli                              | Luigi Siniscalchi                                                 |
| 4  |        | Il virus                     | 94   | aprile 1993    | Claudio Chiaverotti                           | Claudio Chiaverotti                           | Giancarlo Caracuzzo                                               |
| 5  |        | Il potere del telecomando    | 96   | agosto 1993    | Sauro Pennacchioli                            | Sauro Pennacchioli                            | Massimo Martelli                                                  |
| 5  |        | Impossibile realtà           | 92   | agosto 1993    | Alfredo Castelli                              | Alfredo Castelli                              | Luigi Siniscalchi                                                 |
| 6  |        | Il pianeta delle ombre       | 92   | dicembre 1993  | Daniele Brolli                                | Daniele Brolli                                | Giancarlo Caracuzzo                                               |
| 6  |        | Effetto Venere               | 96   | dicembre 1993  | Claudio Chiaverotti                           | Claudio Chiaverotti                           | Nicola Genzianella                                                |
| 7  |        | Al di là del tempo           | 92   | aprile 1994    | Alfredo Castelli, Enrico Lotti, Andrea Pasini | Alfredo Castelli, Enrico Lotti, Andrea Pasini | Gino Vercelli                                                     |
| 7  |        | Invasione!                   | 96   | aprile 1994    | Carmelo Gozzo                                 | Carmelo Gozzo                                 | Ivo Pavone                                                        |
| 8  |        | I bivi della storia          | 94   | agosto 1994    | Sauro Pennacchioli                            | Sauro Pennacchioli                            | Jesús Blasco                                                      |
| 8  |        | Le due sfingi                | 94   | agosto 1994    | Vincenzo Beretta                              | Vincenzo Beretta                              | Fabrizio Russo                                                    |
| 9  |        | Dietro le quinte             | 92   | dicembre 1994  | Alfredo Castelli, Pier Carpi                  | Alfredo Castelli, Pier Carpi                  | Pasquale Del Vecchio                                              |
| 9  |        | Ukbar                        | 96   | dicembre 1994  | Michele Medda, Antonio Serra, Bepi Vigna      | Michele Medda, Antonio Serra, Bepi Vigna      | Lucia Arduini                                                     |
| 10 |        | Dieci secondi per morire     | 119  | maggio 1995    | Federico Memola                               | Federico Memola                               | Gino Vercelli                                                     |
| 10 |        | Pendolare del tempo          | 67   | maggio 1995    | Pierfrancesco Prosperi                        | Pierfrancesco Prosperi                        | Stefano Babini                                                    |
| 11 |        | Delitti e sortilegi          | 93   | luglio 1995    | Federico Memola                               | Federico Memola                               | Esposito Bros.                                                    |
| 11 |        | La città senza tempo         | 93   | luglio 1995    | Vincenzo Beretta                              | Vincenzo Beretta                              | Fabrizio Russo                                                    |
| 12 |        | Il giorno della vendetta     | 97   | settembre 1995 | Federico Memola                               | Federico Memola                               | Sergio Giardo                                                     |
| 12 |        | Gli oceani del ciberspazio   | 89   | settembre 1995 | Francesco Donato, Livio Bolognesi             | Francesco Donato, Livio Bolognesi             | Giovanni Romanini                                                 |
| 13 |        | Il risveglio dei draghi      | 119  | novembre 1995  | Vincenzo Beretta                              | Vincenzo Beretta                              | Giancarlo Alessandrini                                            |
| 13 |        | L'ultima spiaggia            | 67   | novembre 1995  | Pierfrancesco Prosperi                        | Pierfrancesco Prosperi                        | Roberto Piere                                                     |
| 14 |        | I signori del male           | 93   | gennaio 1996   | Federico Memola                               | Federico Memola                               | Rossano Rossi                                                     |
| 14 |        | Guerre venusiane             | 93   | gennaio 1996   | Francesco Donato                              | Francesco Donato                              | Alberto Castiglioni                                               |
| 15 |        | Luce fredda                  | 127  | marzo 1996     | Federico Memola                               | Federico Memola                               | Sergio Giardo                                                     |
| 15 |        | L'ombra del drago            | 59   | marzo 1996     | Federico Memola                               | Federico Memola                               | Beniamino Delvecchio                                              |
| 16 |        | L'uomo venuto dal futuro     | 93   | maggio 1996    | Luigi Mignacco                                | Luigi Mignacco                                | Fabrizio Russo                                                    |
| 16 |        | Lo shuttle perduto           | 93   | maggio 1996    | Vincenzo Beretta                              | Vincenzo Beretta                              | Roberto Zaghi                                                     |
| 17 |        | I viaggiatori delle tenebre  | 93   | luglio 1996    | Federico Memola                               | Federico Memola                               | Antonio Amodio                                                    |
| 17 |        | Giochi pericolosi            | 93   | luglio 1996    | Vincenzo Beretta, Lorenzo Bartoli             | Vincenzo Beretta, Lorenzo Bartoli             | Bane Kerac                                                        |
| 18 |        | Il demone fra i ghiacci      | 130  | settembre 1996 | Federico Memola                               | Federico Memola                               | Sergio Giardo                                                     |
| 18 |        | Missione suicida             | 53   | settembre 1996 | Pierfrancesco Prosperi                        | Pierfrancesco Prosperi                        | Eugenio Fiorentini                                                |
| 19 |        | La caduta di Astartis        | 92   | novembre 1996  | Federico Memola                               | Federico Memola                               | Rossano Rossi                                                     |
| 19 |        | La caccia                    | 93   | novembre 1996  | Giorgio Casanova                              | Giorgio Casanova                              | Mario Milano                                                      |
| 20 |        | La vera storia di re Artù    | 96   | gennaio 1997   | Luigi Mignacco                                | Luigi Mignacco                                | Fabrizio Russo                                                    |
| 20 |        | I predatori delle nebbie     | 89   | gennaio 1997   | Francesco Donato                              | Francesco Donato                              | Roberto Piere                                                     |
| 21 |        | Il libro nero                | 120  | marzo 1997     | Stefano Vietti                                | Stefano Vietti                                | Roberto Zaghi                                                     |
| 21 |        | Il picco della morte         | 68   | marzo 1997     | Federico Memola                               | Federico Memola                               | Sergio Giardo                                                     |
| 22 |        | Prigionieri delle tenebre    | 110  | aprile 1997    | Federico Memola                               | Federico Memola                               | Antonio Amodio, Gino Vercelli                                     |
| 22 |        | L'immortale                  | 78   | aprile 1997    | Riccardo Borgogno                             | Riccardo Borgogno                             | Giovanni Romanini                                                 |
| 23 |        | I guardiani del tempo        | 120  | maggio 1997    | Luigi Mignacco                                | Luigi Mignacco                                | Alberto Castiglioni                                               |
| 23 |        | Biosfera                     | 68   | maggio 1997    | Federico Memola                               | Federico Memola                               | Sergio Giardo                                                     |
| 24 |        | Il popolo del vento          | 94   | giugno 1997    | Stefano Vietti                                | Stefano Vietti                                | Alberto Gennari                                                   |
| 24 |        | Il demone di fuoco           | 94   | giugno 1997    | Francesco Donato, Livio Bolognesi             | Francesco Donato, Livio Bolognesi             | Fabrizio Russo                                                    |
| 25 |        | Cacciatori di draghi         | 122  | luglio 1997    | Federico Memola                               | Federico Memola                               | Stefano Martino                                                   |
| 25 |        | Cleopatra 2000               | 66   | luglio 1997    | Federico Memola                               | Federico Memola                               | Giacomo Pueroni                                                   |
| 26 |        | Sfida infernale              | 94   | agosto 1997    | Luigi Mignacco                                | Luigi Mignacco                                | Fabrizio Russo                                                    |
| 26 |        | I due volti dell'incubo      | 94   | agosto 1997    | Federico Memola                               | Federico Memola                               | Rossano Rossi                                                     |
| 27 |        | La dimensione Omega          | 116  | settembre 1997 | Stefano Vietti                                | Stefano Vietti                                | Roberto Zaghi                                                     |
| 27 |        | La strega                    | 72   | settembre 1997 | Vincenzo Beretta, Federico Memola             | Vincenzo Beretta, Federico Memola             | Dante Spada                                                       |
| 28 |        | Visioni d'inferno            | 120  | ottobre 1997   | Federico Memola, Francesco Donato             | Federico Memola, Francesco Donato             | Giovanni Romanini                                                 |
| 28 |        | I regni delle sabbie         | 68   | ottobre 1997   | Stefano Vietti                                | Stefano Vietti                                | Ernestino Michelazzo                                              |
| 29 |        | L'ultima sfida               | 94   | novembre 1997  | Federico Memola                               | Federico Memola                               | Gino Vercelli                                                     |
| 29 |        | Il pugnale maledetto         | 94   | novembre 1997  | Francesco Donato, Livio Bolognesi             | Francesco Donato, Livio Bolognesi             | Renato Nisi                                                       |
| 30 |        | I nomadi dell'infinito       | 94   | dicembre 1997  | Luigi Mignacco                                | Luigi Mignacco                                | Alberto Castiglioni                                               |
| 30 |        | Figli di un mondo perduto    | 94   | dicembre 1997  | Federico Memola, Stefano Vietti               | Federico Memola, Stefano Vietti               | Giovanni Romanini, Mario Milano                                   |
| 31 |        | La casa sull'orlo del nulla  | 68   | gennaio 1998   | Federico Memola                               | Federico Memola                               | Sergio Giardo                                                     |
| 31 |        | Il volo di Icaro             | 120  | gennaio 1998   | Alessandro Russo                              | Alessandro Russo                              | Francesco Rizzato                                                 |
| 32 |        | Il segreto del re degli elfi | 136  | febbraio 1998  | Vincenzo Beretta                              | Vincenzo Beretta                              | Giancarlo Alessandrini                                            |
| 32 |        | La guardiana della fonte     | 52   | febbraio 1998  | Federico Memola                               | Federico Memola                               | Gianni Sedioli                                                    |
| 33 |        | Il serpente e l'arcobaleno   | 98   | marzo 1998     | Luigi Mignacco                                | Luigi Mignacco                                | Fabrizio Russo                                                    |
| 33 |        | La notte delle streghe       | 90   | marzo 1998     | Francesco Donato                              | Francesco Donato                              | Alberto Castiglioni                                               |
| 34 |        | Tenebre                      | 94   | aprile 1998    | Alessandro Russo                              | Alessandro Russo                              | Roberto Zaghi                                                     |
| 34 |        | Agguato nello spazio         | 94   | aprile 1998    | Federico Memola, Francesco Donato             | Federico Memola, Francesco Donato             | Mario Rossi                                                       |
| 35 |        | L'ombra dei grifoni          | 68   | maggio 1998    | Federico Memola                               | Federico Memola                               | Antonio Amodio                                                    |
| 35 |        | Hardware                     | 120  | maggio 1998    | Maurizio Mantero                              | Maurizio Mantero                              | Laura Zuccheri (con la collaborazione di Frisenda)                |
| 36 |        | Tamburi di guerra            | 94   | giugno 1998    | Luigi Mignacco                                | Luigi Mignacco                                | Alberto Castiglioni                                               |
| 36 |        | La minaccia verde            | 94   | giugno 1998    | Alessandro Russo                              | Alessandro Russo                              | Rossano Rossi                                                     |
| 37 |        | Sull'orlo dell'abisso        | 120  | luglio 1998    | Federico Memola                               | Federico Memola                               | Gino Vercelli                                                     |
| 37 |        | Blade lo spadaccino          | 68   | luglio 1998    | Francesco Donato                              | Francesco Donato                              | Giovanni Romanini                                                 |
| 38 |        | La fine di un impero         | 68   | agosto 1998    | Federico Memola                               | Federico Memola                               | Gino Vercelli                                                     |
| 38 |        | Il segreto della magia       | 120  | agosto 1998    | Vincenzo Beretta                              | Vincenzo Beretta                              | Maurizio Mantero                                                  |
| 39 |        | Armageddon                   | 120  | settembre 1998 | Federico Memola                               | Federico Memola                               | Stefano Martino                                                   |
| 39 |        | La caduta dei draghi         | 68   | settembre 1998 | Vincenzo Beretta                              | Vincenzo Beretta                              | Maurizio Mantero (con la collaborazione di Piccioni)              |
| 40 |        | Verso le stelle              | 120  | ottobre 1998   | Federico Memola                               | Federico Memola                               | Sergio Giardo                                                     |
| 40 |        | Il monastero del diavolo     | 68   | ottobre 1998   | Luigi Mignacco                                | Luigi Mignacco                                | Fabrizio Russo                                                    |
| 41 |        | L'uomo che cambiò la storia  | 98   | novembre 1998  | Luigi Mignacco                                | Luigi Mignacco                                | Alberto Castiglioni, Fabrizio Russo                               |
| 41 |        | Fuga dal terzo pianeta       | 90   | novembre 1998  | Federico Memola, Francesco Donato             | Federico Memola, Francesco Donato             | Beniamino Delvecchio                                              |
| 42 |        | La forza invisibile          | 94   | dicembre 1998  | Alessandro Russo                              | Alessandro Russo                              | Roberto Zaghi                                                     |
| 42 |        | Naufragio nello spazio       | 94   | dicembre 1998  | Francesco Donato                              | Francesco Donato                              | Mario Milano                                                      |
| 43 |        | Orrori senza tempo           | 90   | gennaio 1999   | Luigi Mignacco                                | Luigi Mignacco                                | Fabrizio Russo, Gianluca Cestaro, Raul Cestaro, Giovanni Romanini |
| 43 |        | I divoratori di materia      | 98   | gennaio 1999   | Stefano Vietti                                | Stefano Vietti                                | Alberto Gennari                                                   |
| 44 |        | Ricordi dall'infinito        | 120  | febbraio 1999  | Vincenzo Beretta                              | Vincenzo Beretta                              | Gino Vercelli                                                     |
| 44 |        | Colui che non ha nome        | 68   | febbraio 1999  | Stefano Vietti                                | Stefano Vietti                                | Cesare Colombi                                                    |
| 45 |        | Il giorno della luce nera    | 94   | marzo 1999     | Luigi Mignacco                                | Luigi Mignacco                                | Fabrizio Russo, Alberto Castiglioni                               |
| 45 |        | L'ultimo mistero             | 94   | marzo 1999     | Vincenzo Beretta                              | Vincenzo Beretta                              | Gino Vercelli (con la collaborazione di Ponchione)                |

### Ristampe
Dal 2014 alcune storie di Zona X sono state ristampate nella collana Maxi Martin Mystère.
| N. | Titolo                       | Anno        | Soggetto                                                                      | Sceneggiatura                                                                 | Disegni                                                                       | Copertina              |
| -- | ---------------------------- | ----------- | ----------------------------------------------------------------------------- | ----------------------------------------------------------------------------- | ----------------------------------------------------------------------------- | ---------------------- |
| 5  | Bentornato in Zona X         | luglio 2014 | Alfredo Castelli                                                              | Alfredo Castelli                                                              | Corrado Roi Luigi Siniscalchi                                                 | Lucio Filippucci       |
| 6  | La scatola dei trucchi       | luglio 2015 | Alfredo Castelli Enrico Lotti Andrea Pasini                                   | Alfredo Castelli Enrico Lotti Andrea Pasini                                   | Enrico Bagnoli Gino Vercelli                                                  | Lucio Filippucci       |
| 7  | Nuoce gravemente alla salute | luglio 2016 | Alfredo Castelli Claudio Chiaverotti                                          | Alfredo Castelli Claudio Chiaverotti                                          | Giancarlo Alessandrini Luigi Filippucci Giovanni Crivello Giancarlo Caracuzzo | Giancarlo Alessandrini |
| 8  | Nulla è come sembra          | luglio 2017 | Alfredo Castelli Vincenzo Beretta                                             | Alfredo Castelli Vincenzo Beretta                                             | Rodolfo Torti Fabrizio Russo Pasquale Del Vecchio                             | Giancarlo Alessandrini |
| 9  | Puzzle a 260 pezzi           | luglio 2018 | Alfredo Castelli Medda, Serra & Vigna                                         | Alfredo Castelli Medda, Serra & Vigna                                         | Enrico Bagnoli Lucia Arduini                                                  | Giancarlo Alessandrini |
| 11 | Illusioni ottiche            | luglio 2019 | Enrico Lotti Andrea Pasini Claudio Chiaverotti Stefano Vietti Federico Memola | Enrico Lotti Andrea Pasini Claudio Chiaverotti Stefano Vietti Federico Memola | Giancarlo Alessandrini Nicola Genzianella Giovanni Romanini                   | Lucio Filippucci       |
| 12 | Magic Patrol 1               | luglio 2020 | Federico Memola Vincenzo Beretta                                              | Federico Memola Vincenzo Beretta                                              | Gino Vercelli Giancarlo Alessandrini Roberto Zaghi                            | Rosario Raho           |